# Philenora aroa
Philenora aroa là một loài bướm đêm thuộc phân họ Arctiinae, họ Erebidae.